# Fernando Carrillo Flórez
Fernando Carrillo Flórez, né le 13 mai 1963 à Bogota, est un homme politique colombien.
De 1991 à 1992, il est ministre de la Justice sous la présidence de César Gaviria, et de 2012 à 2013 ministre de l'intérieur sous Juan Manuel Santos.

## Biographie
Né le 13 mai 1963, Fernando Carrillo Flórez obtient son baccalauréat au Liceo de Cervantes, une école privée espagnole à Bogota. Il entre à l'université pontificale Javeriana où il étudie le droit et l'économie. Sa thèse "Sector Financiero y Delincuencia Económica" ("Secteur financier et délinquance économique") avec mention Summa Cum Laude, écrite en collaboration avec Jorge Pinzón Sánchez, ancien surintendant de la République de Colombie, est publiée par l'Editoriale juridique Temis en 1985. Il détient des maîtrises en administration publique de la John F. Kennedy School of Government de l'université Harvard et une autre en droit et finances publiques de la Faculté de droit de Harvard et du Programme international des impôts de la même université. À 21 ans, il devient professeur des universités en science politique, droit international, droit administratif, droit constitutionnel et théorie de l'État dans les universités Javeriana, des Andes et du Rosaire.
En 1985, le président de la République de Colombie Belisario Betancur Cuartas nomme Fernando Carrillo Flórez secrétaire général de l'Institut des sports et de la jeunesse (Coldeportes) et président de l'Année internationale de la Jeunesse. Il voyage aux États-Unis. Il est conseiller du candidat démocrate à la présidence Michael Dukakis. Carrillo revient en Colombie. Entre 1988 et 1990, il travaille comme consultant en finances publiques de l'Organisation des Nations unies à la "Contraloria General de la Nación". En 1990, le président de la République César Gaviria désigne Carrillo conseiller spécial du président pour la réforme constitutionnelle. Carrillo est élu représentant de la Jeunesse et député à l'Assemblée constituante en 1991. En août 1991, il est nommé ministre de la Justice de 1991 à 1992.
Il commence à travailler à la Banque interaméricaine de développement en 1994. Il est conseiller senior pour la division chargée de l'État, la gouvernance et la société civile. En 1996, il est le porte-parole et représentant de la BID auprès de l'Organisation des États américains (OEA). En 2003, il est nommé représentant adjoint de la Banque interaméricaine de développement à Paris où il est le responsable du dialogue avec les pays membres de la BID en Europe.
Étant à Paris, il est appelé en juin 2010 par le président élu de Colombie Juan Manuel Santos pour diriger la transition présidentielle entre le gouvernement sortant présidé par Álvaro Uribe Vélez et le gouvernement entrant. En septembre, il est désigné par le président de la Banque interaméricaine de développement, Luis Alberto Moreno, représentant au Brésil. En mars 2012, il retourne définitivement à Bogotá en tant que directeur de l'Agence de défense juridique de l'État. En septembre 2012, le président de la République Juan Manuel Santos nomme Fernando Carrillo Flórez ministre de l'Intérieur.
Il est élu procureur général de la Colombie pour la période 2017-2020 par 92 sénateurs, . 
Carrillo a été professeur invité à l'Institut d'études politiques de Paris -Sciences Po Paris-, à l'Institut des hautes études de l'Amérique latine de la Sorbonne, à l'Université américaine à Washington et à l'université Charles-III de Madrid.  Il est membre de l'académie de droit de Colombie et membre du groupe des Amis de la Charte interaméricaine démocratique du Centre Carter. Il a été choisi pour le programme de leadership de l'université des Nations unies et il est l'auteur de plus de quinze livres et soixante articles dans les domaines du droit et de l'économie, de la réforme judiciaire et de la gouvernabilité en Amérique latine. Il a publié des articles en collaboration avec Jean-Michel Blanquer et Olivier Dabène. Il parle l'espagnol, le français, l'anglais et le portugais.

## Distinctions

### Décorations
- Grand-croix de l'Ordre du Mérité civil ( Espagne) (2015)